# 闪电飞弹螺
闪电飞弹螺（学名：Terebellum terebellum f. lineatum），是中腹足目凤凰螺科飞弹螺属的一种。主要分布于台湾，常栖息在浅海沙质底。